# HF Lorenzoni
Hockey Femminile Lorenzoni is een Italiaanse vrouwenhockeyclub uit Bra.
De club werd in 1967 opgericht en is een van de succesvolste vrouwenclubs van Italië en op de club spelen zo gezegd uitsluitend vrouwen. Voor herenhockey is men aangewezen op het bevriende HC Bra, dat eveneens op hoog niveau speelt.
De dames hebben twaalfmaal het landskampioenschap (Scudetti) gewonnen en achtmaal de beker (Coppa Italia). De club komt uit op het hoogste niveau: de Serie A1.